# Station Thorpe Bay
Thorpe Bay is een spoorwegstation van National Rail in Southend-On-Sea in Engeland. Het station is eigendom van Network Rail en wordt beheerd door c2c. Het station is geopend in 1884.